# 모토요이타촌
모토요이타촌(本与板村)은 니가타현 산토군에 설치되었던 촌이다. 현재의 나가오카시에 해당한다.